# 名演小劇場
名演小劇場（めいえんしょうげきじょう、Meien Cine Salon）は、愛知県名古屋市東区東桜にあった映画館（ミニシアター）。もともとは劇場で、映画館に改装して以降も演劇公演も行っていた。

## 歴史

### 年表
- 1972年（昭和47年） - 名演会館ビル完成。劇場の名演小劇場が開館。
- 2003年（平成15年） - 本格的な映画館の名演小劇場に改装。
- 2004年（平成16年） - スクリーンを増設して2スクリーン化[2]。
- 2023年（令和5年）3月23日 - この日をもって休館[2][3][4]。
- 2023年（令和5年）11月29日 - 閉館[5]。

### 劇場として
1954年（昭和29年）、名古屋初の自主的演劇鑑賞組織（労演）として名古屋演劇同好会（略称 : 名演）が発足。当時は演劇公演を主催する商業劇場はほとんどなく、鑑賞団体が劇団と交渉して演劇公演を企画する形が一般的だったため、1968年（昭和43年）には名演の会員数が過去最高の9,258人に達した。1966年（昭和41年）に中日劇場が開場し、名鉄ホールとともに新劇の興行を始めると、劇団が直接商業劇場と交渉するようになり、演劇鑑賞団体の位置づけが揺らいでいった。
名演は中日劇場、名鉄ホール、愛知文化講堂、名古屋市民会館など名古屋市内のホールを使用して演劇公演を企画していたが、かねてから自前の劇場を欲していた。1972年（昭和47年）1月9日、総工費8,500万円をかけて東区東桜に名演会館ビルが竣工し、ビルの4階から5階には固定座席（150席）・補助席（50席）合わせて200席を持つ名演小劇場が入った。名演は全国の演劇鑑賞組織で初めて自前の劇場を持った団体である。名演会館ビル建設の呼びかけ人には千田是也、杉村春子、宇野重吉など、当時の演劇界の重鎮が名を連ねており、その他にも全国の演劇関係者・全国の文化関係者・地元劇団などが名演会館ビル建設に協力している。名演の主催による舞台公演が興行の中心に据えられたが、舞台公演の合間には映画興行も行っていた。
1960年代後半以後、商業劇場の発展によって全国的に鑑賞組織が衰退し、1973年（昭和48年）の名演の会員数は4,283人と、1968年（昭和43年）のピーク時の半分以下に減少した。1979年（昭和54年）には桂小つぶが初舞台を踏んだ他、『名古屋演劇フェスティバル』の第1回大会も開催された。1980年代以降には、上演する劇団の固定化、観客層の高齢化、相次ぐ公共ホールの建設、厳しい財政状況などの問題が生じた。1985年（昭和60年）春頃には小栗康平監督の『伽倻子のために』、翌1986年（昭和61年）にはモロッコ・ギニア・セネガル合作の『アモク!』（1981年制作）や神山征二郎監督の『春駒のうた』の上映もあった。

### 映画館として
21世紀に入ると、シネマコンプレックスの台頭や中心市街地の再開発に加え、市内各地に小劇場が相次いで開場し競争が激化。そうした状況の中で2003年（平成15年）2月、名演小劇場は1スクリーン（サロン1）を有する映画館としてリニューアルオープン。劇場時代、名演会館ビルの1階は喫茶店と事務所に使用されていたが、2004年（平成16年）には49席のスクリーン（サロン2）に改装された。名演小劇場はサロン1とサロン2の2スクリーン体制となり、またサロン1も改装されて座席数は154席から105席に減少。この年から映画上映を興行の中心に据え、本格的な映画館として再出発を切った。
他の映画館が上映に二の足を踏んでいた是枝裕和監督の『誰も知らない』を引き受けると、第57回カンヌ国際映画祭で主演の柳楽優弥が最優秀主演男優賞を受賞したこともあって、ミニシアターとしては異例の2万人近くの観客を動員する大ヒットを記録。上映中には柳楽と是枝監督が舞台挨拶を行った。興行の中心はあくまで映画上映だが、年7回は演劇の公演を行っていた。

### コロナ禍、そして閉館へ
2020年（令和2年）に入ると、新型コロナウイルス感染症の拡大に伴う休業要請を受け、一時休館を余儀なくされた。2022年（令和4年）1月には開館50周年を迎えたが、物価高騰や個人消費の停滞などによる経済状況の悪影響が経営を直撃し、建物・設備の老朽化もあって、2023年（令和5年）2月8日に休館が発表。同年3月23日『ジェラール・フィリップ 最後の冬』の上映が最終興行となった。今後について、短期間の上映会や試写会の会場として活用することが検討されており、同年7月29日 - 30日にはドキュメンタリー映画『Yokosuka1953』の上映会を開催。ナレーターを務めた俳優の津田寛治も来館していたが、それ以降の目立った動きはなく、同年11月29日に正式に「閉館」となったことがX（旧Twitter）で告知され、51年間の歴史にピリオドを打った。
建物は2024年（令和6年）2月頃から解体され、同年6月頃までに駐車場化されている。名古屋市東区には1960年（昭和35年）時点で5つの映画館があったが、1970年代から続いた当館の閉館によって東区内から常設型の映画館がなくなった。

## データ
- 所在地：愛知県名古屋市東区東桜2-23-7
- アクセス : 名古屋市営地下鉄東山線・名城線 栄駅から東に徒歩で約10分、または名古屋市営地下鉄東山線 新栄町駅から西に徒歩で約10分、または名古屋市営地下鉄桜通線 高岳駅から南に徒歩で約10分。
- 座席数：サロン1 : 105席、サロン2 : 49席[14][1]。
- 支配人 : 島津秀雄（2003 - ）[19]、阿部勇司（ - 2023）[3]

## ギャラリー

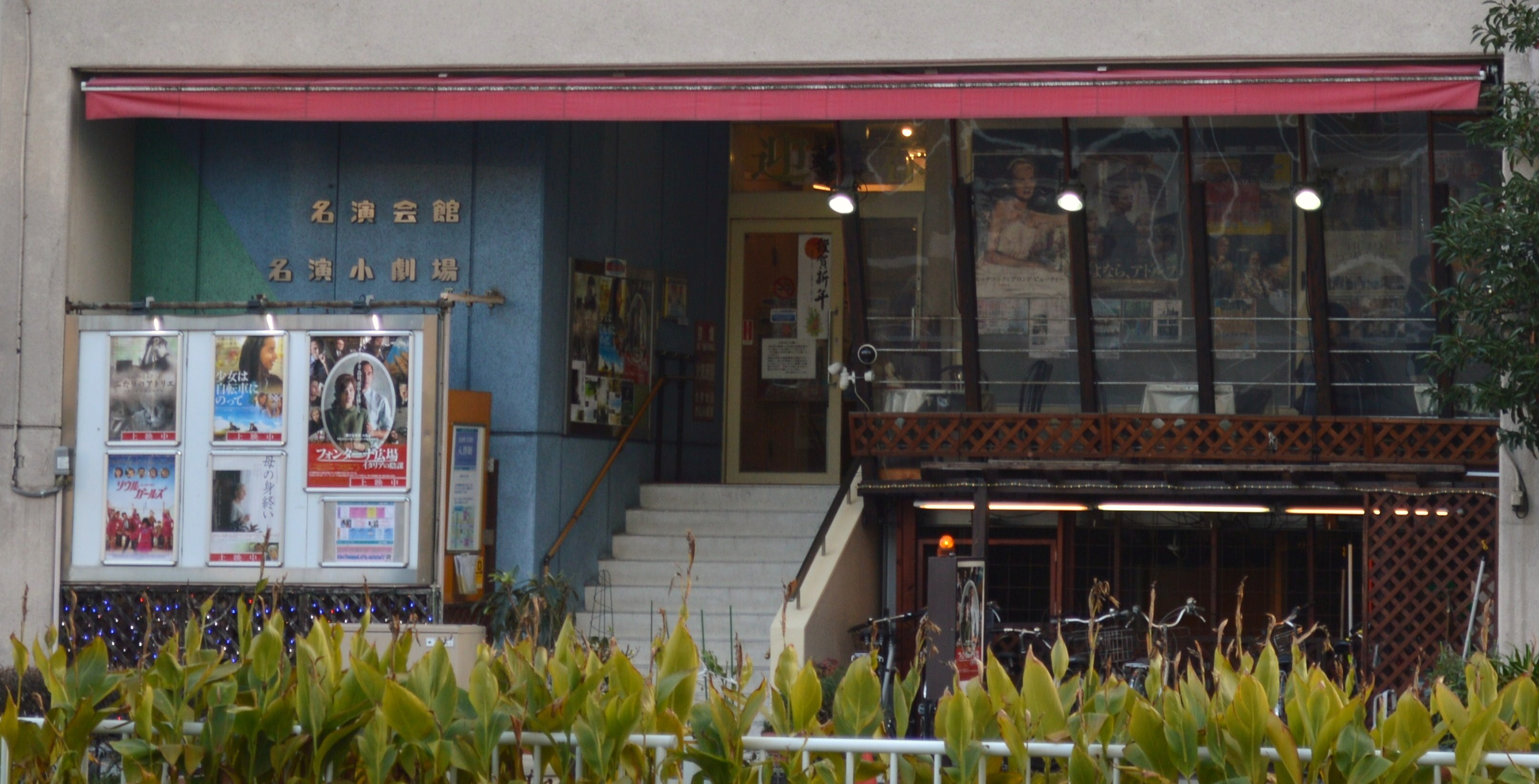
入口
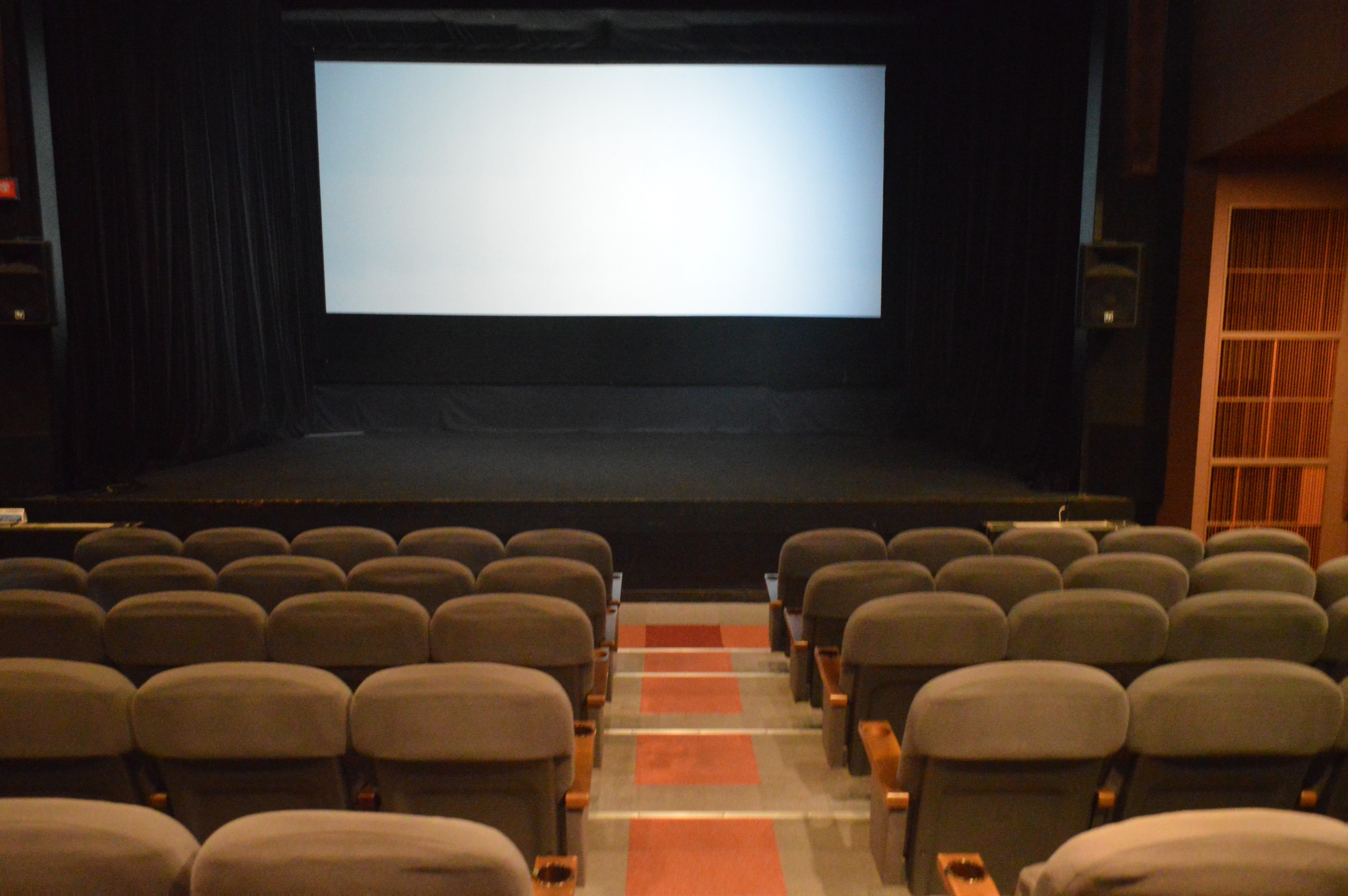
サロン1
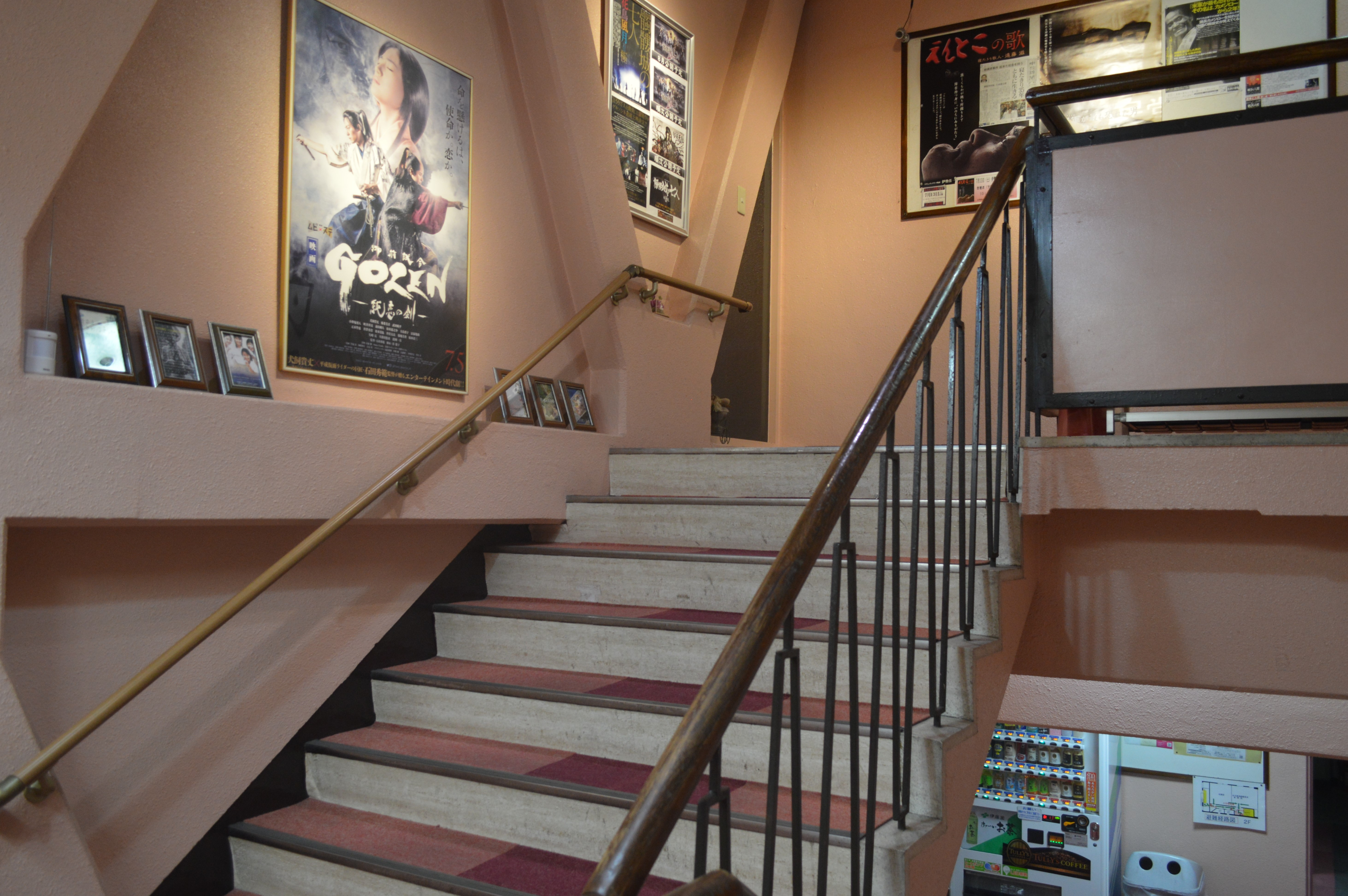
階段
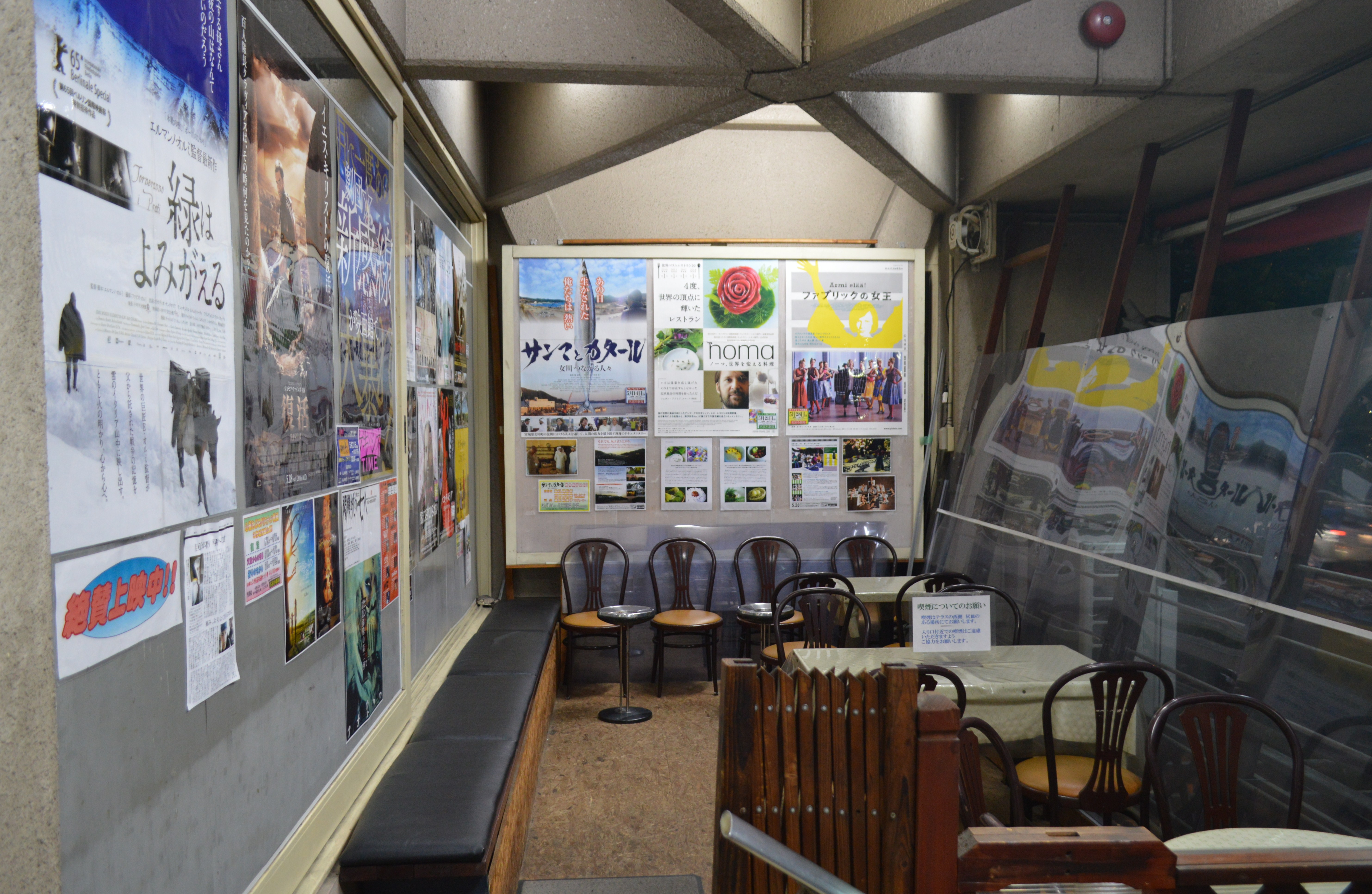
屋外ロビー